# 1972-es labdarúgó-Európa-bajnokság (döntő)
Az 1972-es labdarúgó-Európa-bajnokság döntőjét a brüsszeli Heysel Stadionban játszották 1972. június 18-án. A mérkőzés győztese nyerte a 4. labdarúgó-Európa-bajnokságot. Az egyik résztvevő az 1960-as Európa-bajnok Szovjetunió, ellenfele pedig az NSZK volt. A mérkőzést a nyugatnémet csapat 3–0-ra nyerte, és története első Európa-bajnoki címét szerezte.

## A mérkőzés
| 1972. június 18. 16:00 |

| Szovjetunió | 0–3                  | NSZK                      |
| ----------- | -------------------- | ------------------------- |
|             | (0–1) ] Jegyzőkönyv] | Müller 27' 58' Wimmer 52' |

| Heysel Stadion, Brüsszel Játékvezető: Ferdinand Marschall (osztrák) |

| Szovjetunió | NSZK |

| SZOVJETUNIÓ:          |    |                        |     |
|                       |    |                        |     |
| GK                    | 1  | Jevgenyij Rudakov      |     |
| DF                    | 2  | Revaz Dzodzuasvili     |     |
| MF                    | 5  | Murtaz Hurcilava       |     |
| DF                    | 12 | Volodimir Kaplicsnij   | 43' |
| MF                    | 13 | Jurij Isztomin         |     |
| MF                    | 14 | Anatolij Konykov       | 45' |
| MF                    | 7  | Vlagyimir Troskin      |     |
| MF                    | 6  | Viktor Kolotov         |     |
| FW                    | 8  | Anatolij Bajdacsnij    |     |
| FW                    | 9  | Anatolij Banyisevszkij | 66' |
| FW                    | 18 | Vlagyimir Onyiscsenko  |     |
| Cserék:               |    |                        |     |
| FW                    | 15 | Oleg Dolmatov          | 45' |
| FW                    | 11 | Eduard Kozinkevics     | 66' |
| Szövetségi kapitány:  |    |                        |     |
| Alekszandr Ponomarjov |    |                        |     |

| NSZK:                |    |                          |     |
|                      |    |                          |     |
| GK                   | 1  | Sepp Maier               |     |
| RB                   | 2  | Horst-Dieter Höttges     |     |
| LB                   | 3  | Paul Breitner            |     |
| CB                   | 4  | Hans-Georg Schwarzenbeck |     |
| SW                   | 5  | Franz Beckenbauer        |     |
| CM                   | 6  | Herbert Wimmer           |     |
| CM                   | 10 | Günter Netzer            | 43' |
| CM                   | 8  | Uli Hoeneß               |     |
| CF                   | 9  | Jupp Heynckes            |     |
| CF                   | 13 | Gerd Müller              |     |
| CF                   | 11 | Erwin Kremers            |     |
| Szövetségi kapitány: |    |                          |     |
| Helmut Schön         |    |                          |     |

| Az 1972-es labdarúgó-Európa-bajnokság győztese |
| ---------------------------------------------- |
| NSZK 1. cím                                    |